# Ahtena
Ahtena (Ahtna-khotana).-Pleme porodice Athapaskan iz bazena rijeke Copper na Aljaski, srodno grupi Koyukon. Plemena Ahtena, Koyukon, Ingalik i Tanaina pripadaju grupi plemena ponekad kolektivno nazivanih Khotana. Mooney (1928.) procjenjuje da ih je 1700. bilo tek 500. Točan broj se zna 1890. kada ih je popisano 142. Dvadeset godina kasnije (1910.) broj im se popeo na 297; 600 (1977; SIL). Godine 2000. godine ima ih 800 (NAHDB). Ahtena ili Ahtna-khotana poznati su i pod popularnim imenom Copper River Indians (ruski je oblik Mednofski).  Kutchin Indijanci nazivali su ih Intsi Dindjich (‘men of iron’).

## Povijest
Naseljene na ušću rijeke Copper (Bakrene rijeke) na Aljaski, njih je prvi otkrio Nagaieff 1781. Pokušaji ekspedicija da uđu u unutrašnjost Aljaske završavale su neuspjehom zbog neprijateljstava ovih domorodaca. Isto se dogodilo Nagaieffu (1781.), Samoylofu (1796.), Lastochkinu (1798.), Klimoffskyju (1819.) i Gregoriefu (1844.). Serebrannikof na rizik putuje uzvodno (1848.), njegova nepažnja prema Ahtena domorocima stajala je života njega i tri njegova suputnika. Napredovanje u istraživanju počinje kada Aljaska dolazi u ruke Amerikamcima. Poručnik Abercrombie 1884., istražio je dio rijeke.  Sljedeće godine (1885.), poručnik Allen posječuje sela Ahtena na rijeci Copper i njenim pritokama, te istražuje cijeli teren. Od toga dana život između Ahtena i pridošlih Amerikanaca puno je prisniji. 

## Lokalne skupine
Ahtene su se dijelili na više lokalnih skupina ali njihov broj i imena nisu najjasniji.
Allen koji Ahtene posječuje 1887. zapisuje njihove dvije grupe, to su: Midnusky kod ušća Tazline i pritokama. Drugu grupu naziva Tatlatan). Hoffman navodi 6 skupina Ahtena: Ikherkhamut, Kangikhlukhmut, Kulchana (oni možda nisu pripadali Ahtenama), Kulushut, Shukhtutakhlit, Vikhit. Ništa nije poznato o ovim skupinama.
U novije vrijeme postoji podjela na Upper Ahtena ili Tate'ahwt'aene, Lower Ahtena ili Ahtna'ht'aene i Middle Ahtena ili Dan'ehwt'aene

## Sela
Alaganik, u ovom selu živjeli su zajedno s plemenom Ugalakmiut, nalazilo se na ušću Coppera; Batzulnetas; Liebigstag; Miduuski, kod ušća Tonsina Creeka; Skatalis; Skolai; Slana; Titlogat; ovo je možda (prema Osgoodu) bila banda Kulchana Indijanaca; Toral, kod ušća Chitine. 

## Vanjske poveznice
- Observations on Ahtna Indians  Arhivirana inačica izvorne stranice od 5. listopada 2006. (Wayback Machine)